# 爆乳戦隊パイレンジャー (オリジナルビデオ)
『爆乳戦隊パイレンジャー』（ばくにゅうせんたいパイレンジャー）は、2008年12月19日にエースデュースから発売されたオリジナルビデオ。発表後、今作品から派生した同名のユニットが2009年に結成された。

## 登場人物

### パイレンジャー
紅葉（もみじ） / パイレッド
パイレンジャーのリーダー。普段は女子高生グラビアアイドルとして活動しており、パイエナジーの確保を兼ねた。
碧（あおい） / パイブルー
パイレンジャーのメンバー。格闘戦を得意とする。
ミドリ / パイグリーン
パイレンジャーのメンバー。メカに強い。
れもん / パイイエロー
パイレンジャーのメンバー。スイーツが好きな甘党。
桃子（ももこ） / パイピンク
パイレンジャーのメンバー。アルバイトを掛け持ちしている。
西園寺博士（さいおんじはかせ）
パイレンジャーの結成者。劇中では小型ロボット「パイO2」から声を発しており、本人の姿は登場しない。パイレンジャーのメンバーたちからは「変態オヤジ」扱いされている。
西園寺 リカ（さいおんじ リカ）
紅葉に憧れる女性で、西園寺博士の娘。パイレンジャーのメンバーではないが、高いパイエナジーの所持者としてマッスルキングダムに拉致されてしまうものの、パイレンジャーに救出される。終盤では自らもパイレンジャーロボに乗り込み、パイレンジャーの危機を救うために自らのパイエナジーを注いだ。

### マッスルキングダム
地球征服を目論む悪の帝国。劇中では壊滅されないまま存続する。
帝王キングマッスル
マッスルキングダムを統べる悪の首領。
クイーン・アムレス
マッスルキングダムの女幹部。マッスルエナジーの供給や巨大化を担当する。所謂脳筋で、知恵が回る方ではない。
ユニコング
マッスルキングダムの怪人。クイーン・アムレスの命令でパイレンジャーと戦うも敗北し、撤退する。終盤ではクイーン・アムレスが奪ったパイエナジーを注がれた状態でパイレンジャーと戦うも返り討ちにされ、倒されていないにもかかわらず無理矢理巨大化させられた上にパイレンジャーロボと戦わされ、パイエナジーが尽きかけたパイレンジャーロボを追い詰めるも、最終的には敗北した。
カメラング
マッスルキングダムの怪人。パイレンジャーに敗北したユニコングの後任としてパイエナジーの解析を派遣された。盗撮を得意とするが、戦闘は苦手。パイレンジャーの正体を突き止めようとした途中で、リカに目をつけて拉致するが、パイレンジャーとの戦闘で敗北する。
戦闘員
マッスルキングダムの戦闘員。「マッスロイド」と呼ばれている。

## 登場兵器・戦力
パイレンジャーロボ
パイレンジャーが所持する巨大ロボット。コックピットは三部屋に分かれておりパイレッド以外は2人ずつとなっている。「パイアップ」の掛け声で出力を強化することが出来る。
爆乳剣
胸部の装甲板から実体化される剣で、パイレンジャーロボ唯一の武装。必殺技は爆乳剣を円を描く様に回してから敵を一刀両断する爆乳剣・パイ切断。
マスキンモンスター
マッスルキングダムが生み出す怪人。マッスルエナジーを動力源としており、クイーン・アムレスの「マッスルマキシマム」の掛け声と共に巨大化する。
パイセンサー
マッスルキングダムが開発した六角形のルーレット型のセンサー。
パイエナジー変換装置
西園寺博士が開発した、パイエナジーを様々なものに転換する装置。パイレンジャーのスーツやパイレンジャーロボにも搭載されているが、西園寺博士が娘・リカの命を守るために設計図をマッスルキングダムに渡してしまったことで悪用されてしまう。

## 用語
パイエナジー
男性による女性の豊かな胸に対して集まる視線から生まれる生命エネルギー。

## キャスト
- 紅葉 / パイレッド - 手島優
- 碧 / パイブルー - 愛川ゆず季
- ミドリ / パイグリーン - 鈴木じゅん
- れもん / パイイエロー - 石垣香織
- 桃子 / パイピンク - 助川まりえ
- 西園寺リカ - 大矢真夕
- クイーン・アムレス - 山田よう子
- その他 - 髙坂雄貴、佐藤隆、吉田達也、相澤良則、宇佐美卓哉、大島弘樹、池田麻美、戸次幸子、松下真由美、安岡千夏、米田良子

### 声の出演
- 西園寺博士 - 寺本勲
- 帝王キングマッスル - 福原耕平
- ユニコング、カメラング - 松村幸洋

### スーツアクター
- パイレンジャーロボ、戦闘員 - 白濱孝次
- ユニコング、カメラング - 和田三四郎
- 戦闘員 - 角田浩一、斎藤敏、福村考仁、松田知広 、松上順也

## スタッフ
- 製作：大橋孝史、小林洋一
- プロデューサー：川島正規、宇田川和恵、三上理永
- 監督・脚本：西川伸司
- 撮影：桜井景一、山田達也、岡田利宇
- 照明：小川大介
- 録音：高島良太
- 演技事務：原道太郎（青二プロダクション）
- 美術・キャラクターデザイン：山田順啓

## 音楽
主題歌
オープニングテーマ『爆乳戦隊パイレンジャー』
作詞・作曲・編曲：Koma2 Kaz / 歌：爆乳戦隊パイレンジャー

エンディングテーマ『ピンクのソーダ』
作詞：S.K.Line / 作曲、編曲：Koma2 Kaz / 歌：爆乳戦隊パイレンジャー